# Eunaticina albosutura
Eunaticina albosutura is een slakkensoort uit de familie van de Naticidae. De wetenschappelijke naam van de soort is voor het eerst geldig gepubliceerd in 1909 door Verco.